# Альфред Лі Луміс
Альфред Лі Луміс (англ. Alfred Lee Loomis; нар.4 листопада 1887 — пом.11 серпня 1975) — американський адвокат, інвестиційний банкір, меценат, вчений, фізик, винахідник низькочастотної міжнародної радіонавігаційної системи LORAN. Він також заснував лабораторію Луміса в Таксідо Парку, штат Нью-Йорк, і його роль у розробці радарів та атомної бомби сприяла перемозі антигітлерівської коаліції у Другій світовій війні.
Луміс також зробив значний внесок у розвиток біологічних наук. Працюючи з Едмундом Ньютоном Гарві, разом вони винайшли мікроскопну центрифугу, та дали початок методам електроенцефалографії. Під час Великої депресії Луміс анонімно сплачував внески наукового журналу «Physical Review» за авторів, які не могли собі цього дозволити.